# Drašiči
Drašiči so belokranjsko naselje v Občini Metlika. Leži okoli 6 km vzhodno od Metlike.
Drašiči so belokranjska vinogradniška vas na skalnem slemenu, ob cesti Metlika - Vivodina in so od občinskega središča - Metlike oddaljeni šest kilometrov. V vasi so še ohranjeni posamezni objekti ljudskega stavbarstva. Debeli zidovi kleti stavb so zidani iz kamna, nadgradnja stanovanjskih prostorov pa je bila običajno lesena. Hiše so bile krite s slamo. Stanovanjski prostori so bili večinoma tri celični s črno kuhinjo. 

## Zgodovina
Kraj z okolico je bil poseljen že v poznem neolitiku, o čemer pričajo arheološke najdbe. V vasi so arheologi namreč poleg ostalih predmetov našli dve ohranjeni prevrtani kamniti sekiri. 
Vas se v pisnih virih prvič omenja leta 1177. Leta 1536, iz katerega izvira naslednji znani zapis, pa je bil kraj pod metliškim gospostvom in je obsegal dve večji in devet manjših kmetij.

## Objekti in običaji
Najbolj znana objekta v vasi sta: cerkev sv. Petra iz leta 1775 in nasproti nje stoječa Soseska zidanica Drašiči. Cerkev ima baročno zunanjo podobo ter bogato notranjost, ki jo je leta 1830 poslikal kranjski slikar Josip Egartner ter ravno zaključen prezbiterij. Oltar s pripadajočo opremo je ustvaril metliški umetnik Jernej Jereb leta 1883. 
Soseska zidanica je velik objekt, ki ima vlogo nekakšne »vaške vinske banke«. V zidanici je shranjeno vino, ki ga vaščani enkrat letno prispevajo vanjo. Vsak član mora v zidanico prispevati 15 litrov belega vina, v primeru pa, da je v preteklem letu iz zidanice vzel vino, mora prihodnje leto poleg redne obvezne članarine 15 litrov, za vsak sposojeni liter vrniti liter in pol. Pristopnina za novega člana skupnosti znaša 100 litrov vina. Tako je v soseski zidanici v vsakem trenutku od 1500 do 3000 litrov vina. Poleg oskrbovanja vaščanov z vinom, kadar ga potrebujejo, ima skupno premoženje v zidanici še eno vlogo. Iz denarja, ki go vaščani dobijo s prodajo skupnega vina, pomagajo zagotavljati socialno varnost svojih članov. Kadar namreč umre eden od članov vaške skupnosti, ki je imel svoje vino spravljeno v zidanici, sovaščani s prodajo vina prispevajo denar za sveto mašo in del stroškov pogreba. Poleg tega se s skupnim denarjem delno financirajo tudi projekti gradnje skupne vaške infrastrukture. Dolgove so beležili z rovaši.
Nekoč so imeli na podoben način urejeno tudi gospodarstvo, saj so imeli vaščani na enem mestu v vasi shranjeno poljedelsko orodje, ki si ga je bilo moč izposoditi ter skupno »gmajno«. Izposojevalnica se do danes žal ni ohranila in o njej obstajajo le ustna in pisna pričevanja vaščanov. Gmajna je skupna last vaščanov še danes, zanjo pa skrbijo posestniki iz dela Drašičev, ki se imenuje Gorenjci.